# Holländer Baum (Königsberg)

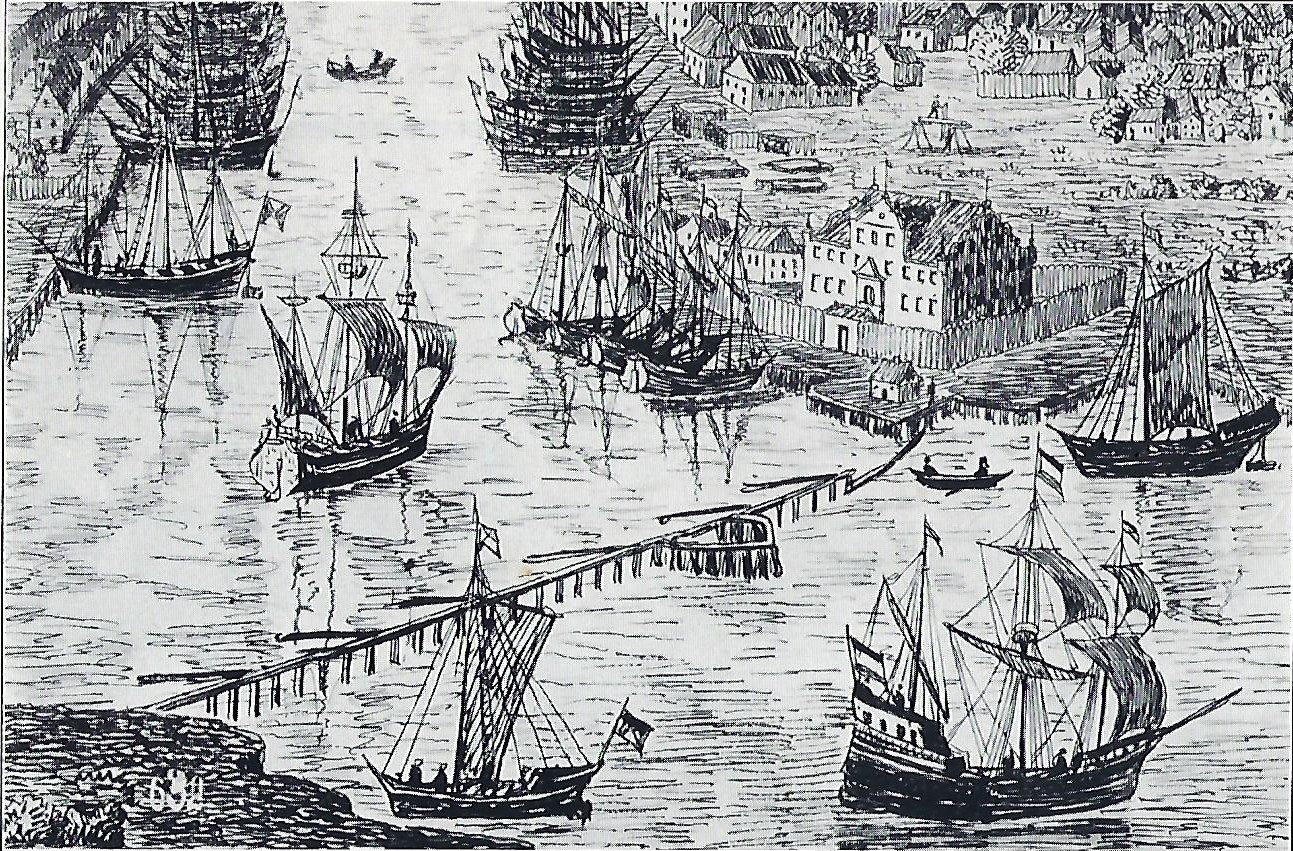
Holländer-Baum (1652)

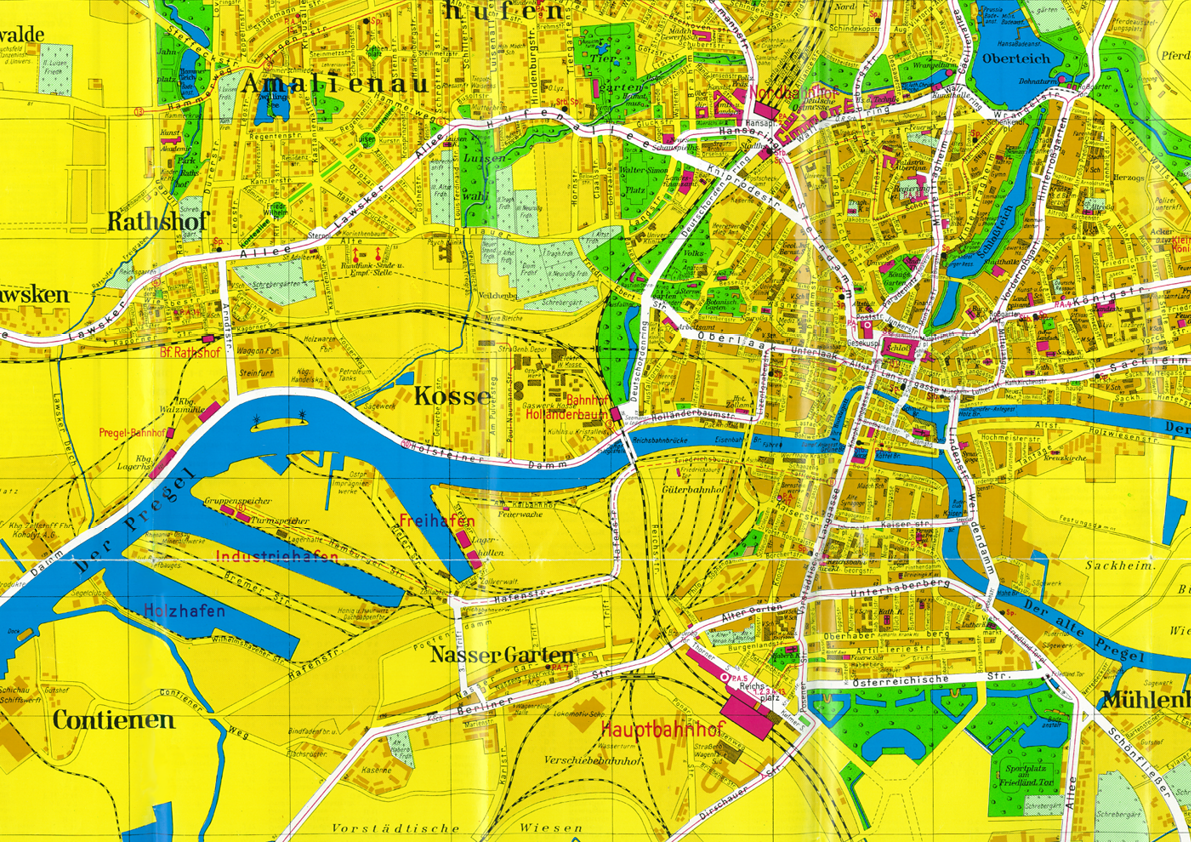
Bahnhof Holländerbaum in der Kartenmitte

Der Holländer Baum war eine Örtlichkeit in Königsberg (Preußen).

## Lage
Jahrhundertelang schloss eine Baumsperre in Kosse (Königsberg) gegenüber der späteren Festung Groß Friedrichsburg den Pregel. Ihr entsprach der Litthauische Baum am östlichen Stadtrand. Ein- und ausgehende Schiffe hatten hier die Abgaben zu entrichten. In den 1840er Jahren entstand hier ein kleines Befestigungswerk auf der rechten Pregelseite und 1864 ein Tunnel der Lizentbahn durch den Wall. 1926 wurde hier der Bahnhof Holländerbaum gebaut. Von der Strecke nach Rathshof/Pillau zweigte hier die Verbindung zum Königsberger Nordbahnhof ab. Westlich von ihr lag ein Hundefriedhof mit kleinen Grabhügeln, der von der Erlichshausenstraße aus gut zu erreichen war. Am Holländer Baum lag die Klapperwiese.